# Kushtagi
Kushtagi é uma panchayat (vila) no distrito de Koppal, no estado indiano de Karnataka.

## Geografia
Kushtagi está localizada a 15° 46′ N, 76° 12′ L. Tem uma altitude média de 639 metros (2096 pés).

## Demografia
Segundo o censo de 2001, Kushtagi tinha uma população de 21 180 habitantes. Os indivíduos do sexo masculino constituem 51% da população e os do sexo feminino 49%. Kushtagi tem uma taxa de literacia de 64%, superior à média nacional de 59,5%: a literacia no sexo masculino é de 73% e no sexo feminino é de 55%. Em Kushtagi, 14% da população está abaixo dos 6 anos de idade.